# Róbert Gátai
Róbert Gátai, född den 26 maj 1964 i Budapest, Ungern, är en ungersk fäktare som tog OS-brons i herrarnas lagtävling i florett i samband med de olympiska fäktningstävlingarna 1988 i Seoul.